# Partido Trabalhista (Portugal)
O Partido Trabalhista (PT) foi um partido político de extrema-esquerda, maoista, criado a partir de uma facção do PCP(m-l), por iniciativa de Heduíno Gomes, de pseudónimo Vilar.
Inscrito oficialmente no STJ em 1975, com a denominação de Aliança Operário-Camponesa, alterou a sua denominação e sigla para "Partido Trabalhista" (PT) em 1979, tendo concorrido às eleições legislativas portuguesas de 1980, ano em que o seu símbolo passou a ser uma mão fechada empunhando uma rosa.

Símbolo AOC

Em 2000 foi decretada a sua extinção pelo Tribunal Constitucional por não desenvolver qualquer atividade, pelo desde 1983.
Tal como o PCP(m-l) e o MRPP, a AOC distinguia-se de outros grupos de extrema-esquerda por eleger o PCP e Álvaro Cunhal como inimigos principais ao invés da UDP, por exemplo, que coincidia com a esquerda tradicional ao designar o capitalismo e os Estados Unidos da América como principais adversários.
Em Julho de 2009 é aprovada pelo Tribunal Constitucional, a constituição de um novo partido de nome quase idêntico mas ideologia completamente diferente, o Partido Trabalhista Português de centro-esquerda.

## História

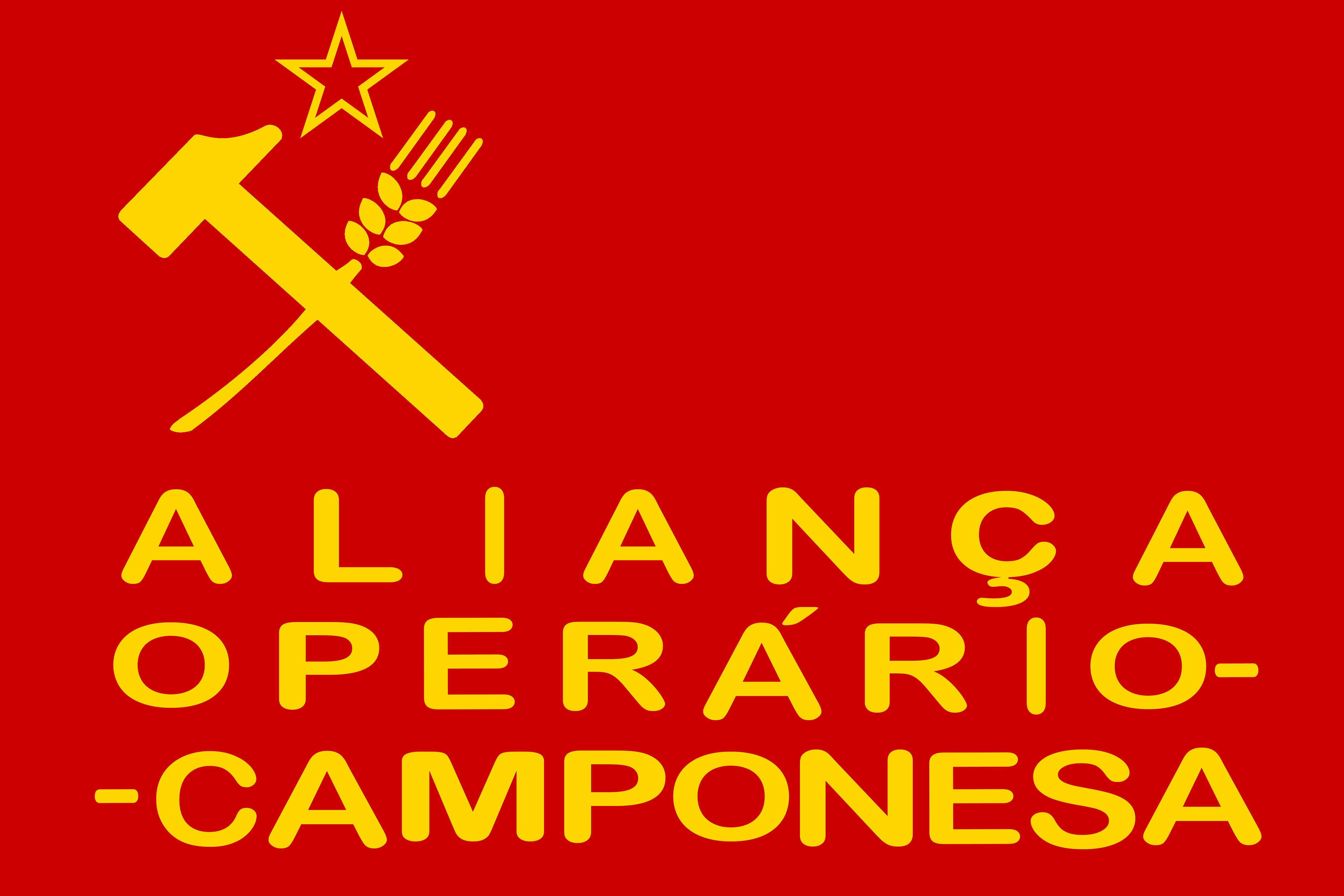
Bandeira da AOC

Em 1975 inscreveu-se como partido no Supremo Tribunal de Justiça com a denominação oficial de "Aliança Operária Camponesa" (A.O.C.), tendo visto a sua atividade suspensa até às eleições para a Assembleia Constituinte de 1975, acusada de ações perturbadoras e antidemocráticas. Posteriormente, como AOC, concorreu às eleições legislativas de 1976.
O seu logótipo era composto pelo castelo de Guimarães e o seu programa incluía a devolução de Olivença por parte de Espanha. No entanto, o símbolo inicial da AOC era formado por uma espiga de trigo e por um martelo, que se cruzavam entre si sob uma estrela de cinco pontas.

## Resultados Eleitorais

### Eleições legislativas
| Data | Líder                  | Cl.            | Votos          | %              | +/-            | Deputados      | +/-            | Status            | Notas          |
| ---- | ---------------------- | -------------- | -------------- | -------------- | -------------- | -------------- | -------------- | ----------------- | -------------- |
| 1975 | Banido                 | Banido         | Banido         | Banido         | Banido         | Banido         | Banido         | Banido            | Banido         |
| 1976 | José Nogueira da Silva | 13.º           | 15 778         | 0,29 / 100,00  |                | 0 / 263        |                | Extra-parlamentar |                |
| 1979 | Não participou         | Não participou | Não participou | Não participou | Não participou | Não participou | Não participou | Não participou    | Não participou |
| 1980 |                        | 7.º            | 39 408         | 0,65 / 100,00  |                | 0 / 250        | Estável        | Extra-parlamentar |                |

(fonte: Comissão Nacional de Eleições)